# Euryale ferox
Euryale ferox Salisb., 1805 è una pianta appartenente alla famiglia delle Nymphaeaceae originaria dell'Asia meridionale e orientale e l'unica specie esistente del genere Euryale.
I suoi semi commestibili, a volte chiamati makhana, vengono essiccati e consumati prevalentemente in Asia.

## Descrizione
E. ferox cresce in acqua, producendo fiori viola brillante. Le foglie sono grandi, rotonde e peltate, spesso larghe più di un metro, con un picciolo attaccato al centro della superficie inferiore. La pagina inferiore della foglia è violacea, mentre la pagina superiore è verde. Le foglie hanno una trama trapuntata, sebbene gli steli, i fiori e le foglie che galleggiano sulla superficie siano ricoperti di spine acuminate. Altre foglie restano sommerse. In India, E. ferox cresce normalmente negli stagni e nelle zone umide.

## Biologia
L'autoimpollinazione può avvenire in questa specie. È noto che il polline viene rilasciato prima dell'apertura del fiore. La maggior parte dei fiori di E. ferox sono cleistogami, con ulteriore presenza di fiori casmogami.

## Distribuzione e habitat

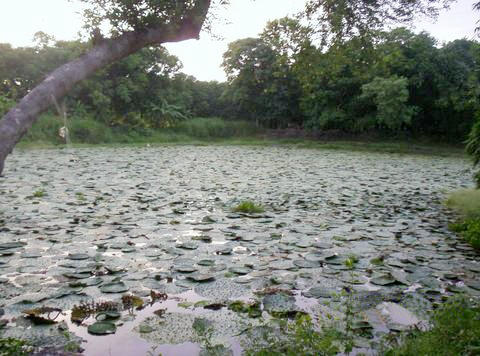
Coltivazione di E. ferox nel nord dell'India

Euriale ferox è una pianta perenne originaria dell'Asia orientale e meridionale e si trova dall'India nordorientale alla Corea e al Giappone, nonché in parti della Russia orientale.
Recentemente, la specie è stata registrata anche in Serbia, in Europa dove probabilmente è stata diffusa attraverso gli uccelli migratori.

## Usi

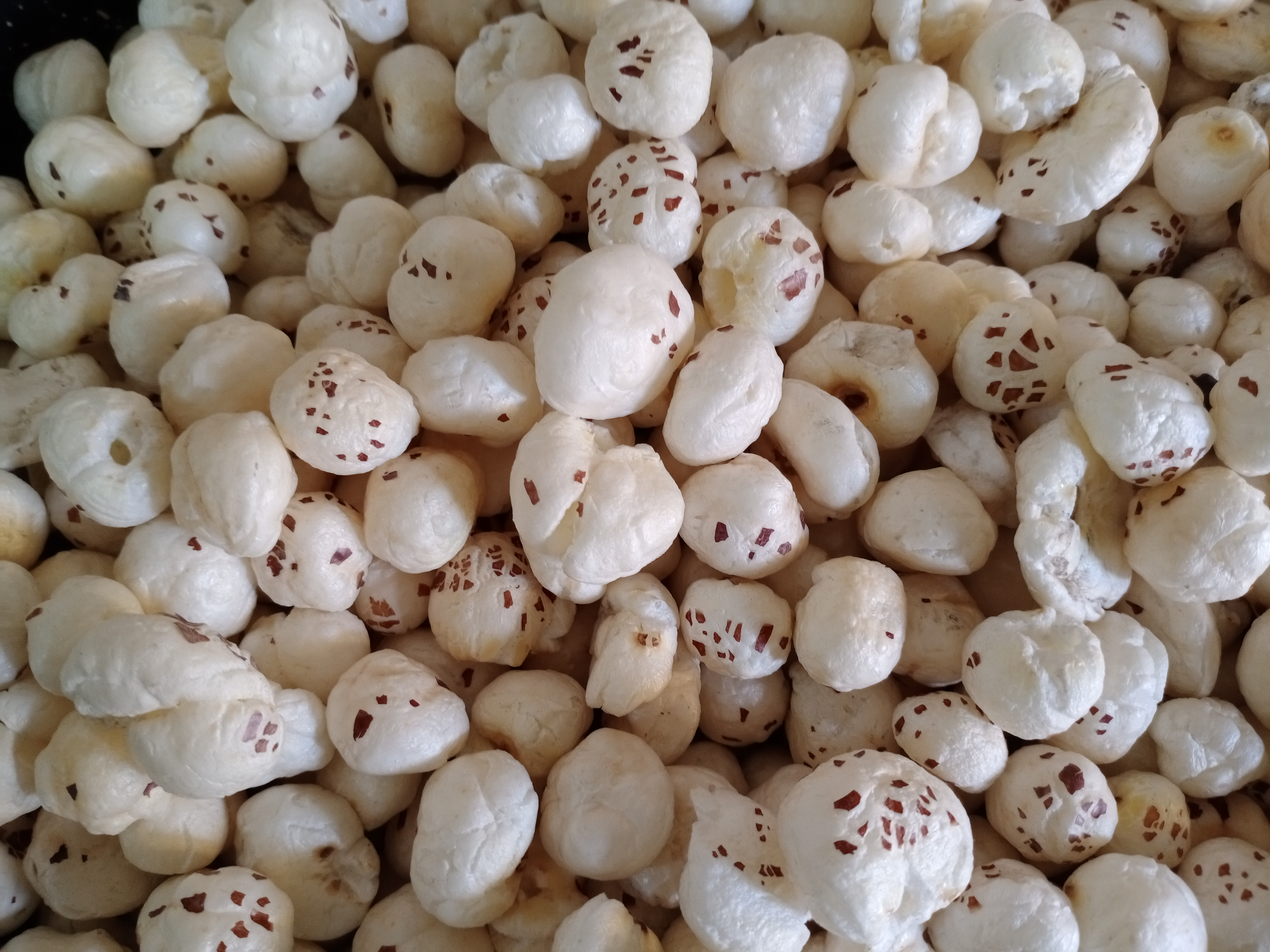
Makhana leggermente tostati, pronti per il consumo

La pianta produce semi bianchi amidacei commestibili e per questo viene coltivata negli stagni di pianura in India, Cina e Giappone. I cinesi coltivano la pianta da secoli. Più di 96.000 ettari del Bihar, in India, furono riservati alla coltivazione di E. ferox nel 1990-1991. Lo stato indiano del Bihar produce il 90% di semi di E. ferox del mondo. La pianta cresce meglio in luoghi con estati calde e secche e inverni freddi. I semi vengono raccolti tra la fine dell'estate e l'inizio dell'autunno e possono essere consumati crudi o cotti.
Nelle parti settentrionali e occidentali dell'India, i semi di E. ferox vengono spesso arrostiti o fritti, il che li fa scoppiare come popcorn. Questi vengono poi mangiati, spesso conditi con olio e spezie. Vengono utilizzati anche in altri tipi di cucina, soprattutto per preparare un porridge o un budino chiamato kheer.
Le fonti provenienti dall'archeobotanica indicano che E. ferox era una fonte di cibo selvatico raccolto durante il periodo neolitico nella regione dello Yangtze, con un gran numero di reperti provenienti dai siti di Kuahuqiao, Hemudu e Tianluoshan. Il primo utilizzo registrato di E. ferox è stato trovato a Gesher Benot Ya'aqov, Israele, tra i manufatti della cultura acheuleana di 750–790.000 anni fa.